# Colorful (filme)
Colorful é um filme de anime japonês de 2010 realizado por Keiichi Hara. Foi nomeado para o prémio de Animação do Ano na 34ª edição dos Prémios da Academia do Japão.